# Hala (pasterstwo)
Hala – obszar w górach, na którym prowadzony jest sezonowy wypas, położony na tyle daleko od stałej zabudowy wsi, że niemożliwe (lub praktycznie nieuzasadnione) jest codzienne wyprowadzanie nań bydła, a następnie sprowadzanie go z powrotem. Nie należy utożsamiać z halami w pojęciu piętra roślinnego.
Termin ten stosuje się dla Alp i gór Europy Środkowej. Hale funkcjonują we właściwym piętrze halnym, powyżej piętra kosodrzewiny, ale także niżej, na sztucznie  otrzymanych w wyniku działalności człowieka terenach powstałych po wyrębie lub wypaleniu kosodrzewiny lub lasu.
W rozumieniu pasterskim i gospodarczym w Tatrach, zarówno polskich, jak i słowackich, hala obejmowała cały należący do jednego właściciela, lub grupy właścicieli obszar nadający się do wypasu, często też od niego brała swoją nazwę, np. Hala Skupniowa, Hala Gąsienicowa. Oprócz właściwego piętra halnego należały do niej także polany, płaśnie, równie, upłazy, piarżyska, obszary zarośnięte kosodrzewiną, a nawet las znajdujący się na jej obszarze. Tak rozumiane hale sięgały od regla dolnego po szczyty gór. Np. Hala Upłaz ciągnęła się od wysokości nieco ponad 1000 m n.p.m. aż po szczyt Ciemniaka. Podobne też było znaczenie pojęcia hala w całych polskich i słowackich Karpatach.